# Wyprawa brandenburska
Wyprawa brandenburska – najazd połączonych wojsk Królestwa Polskiego i Wielkiego Księstwa Litewskiego na Brandenburgię, który miał miejsce w 1326 roku.

## Przyczyny
W czasie konfliktu między o władzę w Świętym Cesarstwie Rzymskim pomiędzy Ludwikiem IV Bawarskim a Fryderykiem III Pięknym, ten pierwszy zignorował papieskie dekrety i toczący się wobec niego proces kanoniczny. W wyniku tego Jan XXII ekskomunikował Ludwika IV Bawarskiego i wezwał do oporu wobec jego władzy. W 1323 roku na żądanie papieża zakon krzyżacki zawarł rozejm z Wielkim Księstwem Litewskim, który miał umożliwić Litwinom chrystianizację kraju. W 1325 roku Polska Władysława Łokietka zawarła z Litwą sojusz, przypieczętowany małżeństwem potomków władców - Kazimierza z Aldoną. 
Pomimo krótkotrwałej poprawy stosunków polsko-brandenburskich, Królestwo Polskie (wspierane przez Wielkiego Księstwo Litewskiego) stanęło w konflikcie po stronie papieża i postanowiło najechać Marchię Brandeburską (po dyplomatycznych naciskach papieża).

## Przebieg
Według kroniki kanonika sambijskiego wyprawa rozpoczęła się w lutym 1326 roku (większość współczesnych badaczy sytuuje czas rozpoczęcia wyprawy na 9-10 lutego 1326 roku), zaś według Jana Długosza po 24 czerwca 1326 roku. Siły Królestwa Polskiego wspierane były przez liczący 1200 litewskich rycerzy oddział pod wodzą Dawida Grodzieńskiego.  W konflikcie zakon krzyżacki i książęta pomorscy zachowali neutralność. Na przełomie lutego i marca 1326 roku wojska polskie i litewskie spustoszyły tereny Brandenburgii wraz z Berlinem. Litwini zdobyli znaczne łupy (w tym około 6000 jeńców), a do Polski przyłączona została kasztelania międzyrzecka. W czasie powrotu z Brandenburgii Dawid Grodzieński został zabity przez mazurskiego szlachcica, któremu miał on zgwałcić żonę. 

## Skutki
Zniszczenia dokonane na terenie marchii wpłynęły neutralizująco na jej postawę wobec Polski i umożliwiły zawarcie pokoju w Landsbergu w 1329 roku. Wyprawa pozwoliła również na zacieśnienie więzi pomiędzy królem Polski a książętami pomorskimi. Najazd pozwolił na zacieśnienie stosunków polsko-litewskich, ale jednocześnie w związku z tym, że najazd Litwinów miał charakter łupieżczy, pogorszył on wizerunek Polski na dworach europejskich i utrwalił stereotyp Polaków walczących wraz z poganami przeciwko chrześcijanom. Władysław Łokietek stając po stronie papieża spłacił polityczny dług wobec niego i zapewnił go o swojej dobrej woli na przyszłość. Wittelsbachowie nie zostali jednak tak mocno osłabieni, jak spodziewała się tego kuria papieska.